# Kuchis

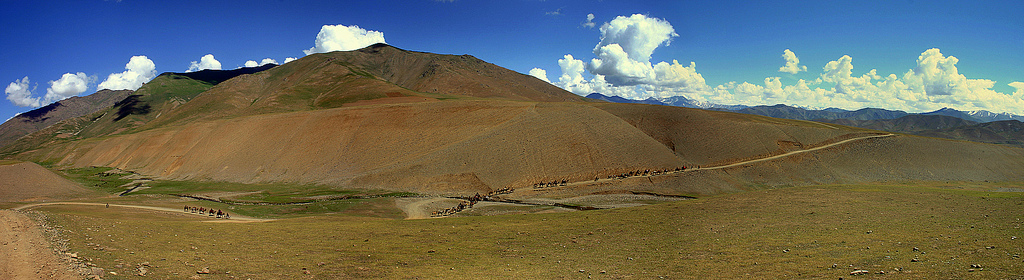
Karavaan van Kuchis

De Kuchis ("Zij die zich verplaatsen") zijn een stam van seminomadische Pashtun en Baloch in Afghanistan. Van de ruim 32 miljoen inwoners van Afghanistan zijn naar schatting zes miljoen Pashto-sprekenden. Kuchis zouden naar schatting daarvan de helft uitmaken. Door UNAMA (United Nations Assistance Mission in Afghanistan) zijn ze aangemerkt als een van de grootste kwetsbare bevolkingsgroepen in het land.
In de Afghaanse grondwet is een speciaal artikel aan hen gewijd, dat voorziet in verbetering van hun levensstandaard, waaronder voorzieningen voor huisvesting, vertegenwoordiging (een vast aantal zetels (10 van de 250) in het Afghaanse parlement) en onderwijs.
Kuchi is het Farsi-woord voor 'nomade'.